# 诗不朗再也
诗不朗再也，是马来西亚槟城州威中县西北部的一座卫星城市。西有北赖，东有峇东埔。其附近有北海、峇东埔和大山脚。而诗不朗再也医院也是威中县的主要医院，该地毗邻拥有许多美食的北赖才能园和北赖工业区。

## 历史
诗不朗再也和位于峇六拜的峇央峇鲁于1976年由槟州发展局（PDC）开发，以将州内的乡村地区工业化。在发展计划中诗不朗再也被规划为威省的工业区，在发展之前是一片沼泽地、橡胶园和稻田等，并以农耕和养殖业为主。

## 教育
此区有三间小学和两间中学。

### 学校
- 威省双溪六甲醒侨华文小学（SJKC Seng Keow）
- 诗不朗再也国民小学（SK Seberang Jaya）
- 诗不朗再也第二国民小学（SK Seberang Jaya 2）
- 诗不朗再也国民中学（SMK Seberang Jaya）

## 基建

双威镇商业区

双威嘉年华广场新翼主入口

诗不朗再也拥有多间商场、酒店、两间医院、设有游泳池的多用途体育馆、图书馆和巴刹。这里也设有通讯公司、关税局、公积金局、国家能源等公司于威省的总办事处和一座州立图书馆。此外，区内也设有占地10英亩的非伊斯兰宗教场所保留地，其中包括观音庙、佛教会、泰国寺庙、兴都庙、基督教堂等。

### 购物中心
- 双威嘉年华广场（Sunway Carnival Mall，设有Jaya Grocer超市和百盛百货）
- 莲花超市（Lotus's）
- 永旺霸市（Aeon BiG）
- 万顺百货（Billion）

### 酒店
- Ixora Hotel
- 双威酒店
- The Light Hotel（位于双威酒店对面）

### 医院

槟城双威医疗中心

诗不朗再也的政府医院位于南北大道旁，是威省区的重点医院，目前也进行扩建工程中。由双威集团建设的私立槟城双威医疗中心（Sunway Medical Centre Penang）也在2022年落成。

#### 槟城飞禽公园
槟城飞禽公园（Penang Bird Park）毗邻宗教场所保留地，也是马来西亚首个飞禽类的动物园，由时任首相马哈迪·莫哈末于1998年开幕。园内拥有超过300种鸟类和3,000种飞禽，其中有45％是马来西亚本地的鸟类品种。

#### 槟城州立图书馆
槟城州立图书馆（Perpustakaan Awam Pulau Pinang），也称诗不朗再也公共图书馆，位于图书馆路的尾端，也是槟城公共图书馆机构的总部。该图书馆有三层楼，其中底楼和一楼开放给公众而二楼目前闲置。图书馆内也有一间比·南利展览馆，馆内约有5万本藏书。

## 交通
诗不朗再也可通过南北大道、北海－居林大道或是北海珍菲市路（Jalan Chain Ferry）抵达。其中两条高速公路之间的衔接处是一个开放式地下道路隧道，而其上有高架天桥。诗不朗再也的主干道路为总长约1.5公里的多达路（Jalan Dotak），该道路在马来文中有“尖嘴鱼”的意思。诗不朗再也也提供槟城快捷通巴士服务（703路和709路）。

## 花园住宅区
- Taman Arowana
- 龙苑（Taman Seri Arowana）
- 西鸽园（Taman Siakap）
- 金花园（Taman Kelisa Emas）
- Taman Sutera
- Taman Sutera Prima
- Kampung Surau
- Taman Sembilang